# Иван Чёрный (сотник)
Ива́н Чёрный (также Черных, умер в 1772, Иркутск) — русский казак и сотник Камчатки, русский исследователь Курильских островов.

## Биография
В 1761 году сибирский губернатор Соймонов поручил полковнику Плениснеру, командиру Анадырского, Охотского и Камчатских острогов, собрать подробные сведения о Южных Курильских островах. Для этого в 1766 году было запланировано из Большерецка направить отряд, включавший тойонов (вождей) второго острова Курильской гряды (Парамушира) Никиту Чикина и первого острова (Шумшу) Петра Чупрова, а также Ивана Чёрного. Им предписывалось курильцев (айнов) «уговаривать в подданство, не оказывая при этом не только делом, но и знаком грубых поступков и озлобления, но привет и ласку». Весной 1766 года, не дождавшись решения о направлении на дальние острова сотника Чёрного, Чикин и Чупров отправились на юг. К лету 1767 года они добрались сначала до Ушишира, затем до Симушира, где внезапно скончался Никита Чикин. Чупров сразу отправился обратно на север, вскоре встретил Ивана Чёрного и присоединился к его отряду.
Решение о направлении Чёрного с двумя казаками на помощь Чикину было принято камчатской администрацией 22 мая 1766 года. После смерти Чикина в 1767 году Чёрный оказался во главе экспедиции на Южные Курилы. Зиму 1767/1768 годов он провёл на Симушире, заставляя местных жителей работать на себя и нещадно наказывая провинившихся. Летом он добрался до острова Итуруп и привёл в подданство всех местных айнов и даже двух приезжих с Кунашира. Тойон Итурупа сообщил ему, что на Кунашире японцы основали крепость. На зимовку 1768/1769 годов Чёрный поселился на Урупе и занялся промыслом бобров, продолжая эксплуатировать местных жителей. 25 сентября 1769 года Чёрный возвратился на Камчатку с богатым грузом пушнины.
Деятельность Ивана Чёрного и других русских торговцев вызвала озлобление и бунт айнов, которые в 1771 году перебили многих русских на островах Чирпой и Уруп. В результате своих бесчинств Чёрный оказался под следствием в Иркутске, где умер во время эпидемии оспы.
Экспедиция Ивана Чёрного 1766—1769 годов внесла большой вклад в изучение Курильских островов. В течение более ста лет — до самого конца XIX столетия, данные Чёрного являлись фундаментом знаний россиян о Курильских островах. Он прошёл всю Курильскую гряду до севера Итурупа и составил очень подробное и чрезвычайно толковое описание всех посещённых им островов. Исчисление островов Курильской гряды, данное Чёрным, оставалось неизменным и в XIX веке. «Журнал» Чёрного лег в основу подробной сводки о Курильских островах, составленной начальником Иркутской навигационной школы — секунд-майором Татариновым (1785). Полностью «Журнал» был опубликован сто лет спустя в статье «Курилы» Александра Полонского (1871). Его работу в 1775 году продолжили Григорий и Василий Шелиховы, в 1777—1779 годах также и Фёдор Шабалин, Павел Лебедев-Ласточкин, Иван Антипин.

## Память
В честь сотника Ивана Чёрного назван вулкан на острове Чирпой.